# 赵勇田
赵勇田（1925年6月25日—2020年6月29日），河北安平人，中国军旅作家、军史学家。中国作家协会会员、中国朝鲜友好协会理事、中国老摄影家协会会员。《中国老年报》和《解放军报》特约记者。

## 生平
1925年6月25日生于直隶省安平县什伍村。1938年参加革命，同年冬加入八路军，在边区青训队训练数月后，分配至冀中军区中共冀中区党委机关总务科勤务班（驻阜平县），在黄敬书记的领导下，从事勤务、警卫、机要通信等工作。1940年担任八路军前方总部豫北办事处主任王百评警卫员。1945年日本投降后，在滕代远参谋长身边从事情报工作。第二次国共内战期间，随军转战晋冀鲁豫军区、华北军区，任班长、排长、政治指导员等职。1949年10月中华人民共和国成立后，在解放军第六高级步兵学校、石家庄高级步校工作，曾任校刊编辑、主任编辑等职。1960年毕业于中国人民大学党史系。后调至解放军通信兵部和总参政治部文化部，历任科长、副部长（正师职）。1983年离休后，接连采访了85位元帅、将军以及知情者，整理并出版了多部传记及回忆录。1985年3月，他还跟随国家体委工作组赴西藏自治区处理登山队事务，同时进行采访和体验生活。1993年加入中国作家协会。2001年5月，在中国美术馆举办“百名开国将帅肖像摄影展”。
2020年6月29日上午8时45分因脓毒症休克抢救无效逝世，终年95岁。

## 作品
独著
- . 北京: 解放军出版社. 1992-02. ISBN 7-5065-1876-7.
- . 多彩的岁月丛书. 北京: 解放军文艺出版社. 1993-02. ISBN 7-5033-0329-8.
- . 军事科学出版社. 1994-08. ISBN 7-80021-774-4.
- . 北京: 解放军文艺出版社. 1997-07. ISBN 7-5033-0883-4.
- . 北京: 军事科学出版社. 1998-09. ISBN 7-80137-181-X.
- . 北京: 解放军文艺出版社. 1999-08. ISBN 7-5033-1141-X.
- . 华龄出版社. 2001-10. ISBN 7-80082-919-7.
- . 北京: 解放军文艺出版社. 2002-10. ISBN 7-5033-1576-8.
- . 北京: 长城出版社. 2004-03. ISBN 7-80017-671-1.
- . 北京: 雷杰印刷有限公司. 2005-08.
- . 天马出版有限公司. 2005-08. ISBN 962-450-908-5.
- . 北京: 长城出版社. 2008-09. ISBN 978-7-80017-938-9.
- . 香港: 天马出版有限公司. 2012-04.
- . 香港: 天马出版有限公司. 2013-03. ISBN 978-9-62450-064-6.

合著
- 柴成文; 赵勇田. . 北京: 中共党史资料出版社. 1987-02.
- 柴成文; 赵勇田. . 中国革命斗争报告文学丛书·朝鲜战争卷. 北京: 解放军出版社. 1989-08. ISBN 7-5065-1940-2.
- 赵勇田 (改编); 谢舒戈 (绘画). . 朝花少年儿童出版社. 1991-04. ISBN 7-5061-0485-7.
- 赵勇田; 仝玉林. . 北京: 中国社会出版社. 1995-12. ISBN 7-80088-670-0.
- 赵勇田; 仝玉林. . 北京: 解放军出版社. 1995-12. ISBN 7-5065-2684-0.
- 汤树屏 (主编). . 北京: 解放军出版社. 2004-10. ISBN 7-5065-1380-3.
- 赵勇田; 仝玉林; 孙兢; 宋柄权 (编). . 北京: 长城出版社. 2006-03. ISBN 9787800177651.
- 赵勇田等. . 北京: 长城出版社. 2007-12. ISBN 978-7-80017-906-8.
- 赵勇田; 童晓力; 李金峰 (编). . 香港: 天马出版有限公司. 2008-06. ISBN 978-962-450-483-5.

## 荣誉
- 三级独立自由勋章（1955年）
- 三级解放勋章（1955年）
- 全国老有所为奉献奖（1997年）
- 中国作家协会“从事文学创作六十周年荣誉证书”